# Библис (растение)
Би́блис (лат. Byblis) — род хищных растений порядка Ясноткоцветные. Единственный род семейства Би́блисовые (лат. Byblidaceae).

## Ботаническое описание
Библисовые — насекомоядные растения, внешне даже похожи на росянки, однако не имеют с ними близкого родства. Это невысокие кустарники до полуметра высотой (библис гигантский — до 70 см). Листья — длинные, круглые в поперечном сечении, покрыты множеством волосков и железок (от 300 тысяч до 2 миллионов). Цветки — фиолетовых оттенков, но встречаются и белые.
Ареал — Северная Австралия и юг Новой Гвинеи, а также небольшие участки в Западной Австралии. Предпочитают болотистые увлажнённые почвы.

## Виды
По информации базы данных The Plant List (на июль 2016), род включает 7 видов: (до 1980-х гг. выделяли как отдельные виды лишь Byblis gigantea и Byblis liniflora).
- Byblis aquatica Lowrie & Conran
- Byblis filifolia Planch. — Библис нителистный
- Byblis gigantea Lindl. — Библис гигантский
- Byblis guehoi Lowrie & Conran
- Byblis lamellata Conran & Lowrie — Библис пластинчатый
- Byblis liniflora Salisb. — Библис льноцветковый
- Byblis rorida Lowrie & Conran